# Éourres

Éourres este o comună în departamentul Hautes-Alpes, Franța. În 1 ianuarie 2022 avea o populație de 141 de locuitori.